# Frans van Mieris den yngre
Frans van Mieris den yngre (24. december 1689 – 19. maj 1763) var en hollandsk kunstmaler fra den Den hollandske guldalder.
Han var født i Leiden, som den anden søn af Willem van Mieris (1662-1747) og barnebarn af Frans van Mieris den ældre (1635-1681). Han malede genre- og portrætmalerier. Derudover lavede han raderinger og var mønt- og medaljesamler, udgav antikke manuskripter og var kunsthandler. 